# Musée de la colombophilie d'Auchel
Le Musée de la colombophilie est un musée situé à Auchel.

## Historique
- ouverture en 2002[1], préalablement installé dans des anciens ateliers éducatifs des houillères.
- en février 2010, le musée est déménagé à l'étage de la salle Gavroche[2].

## Les collections
- bagues et constateurs du XIXe siècle
- paniers de largage de pigeons espions
- ouvrages et coupures de presse